# Kurt Wawrzik

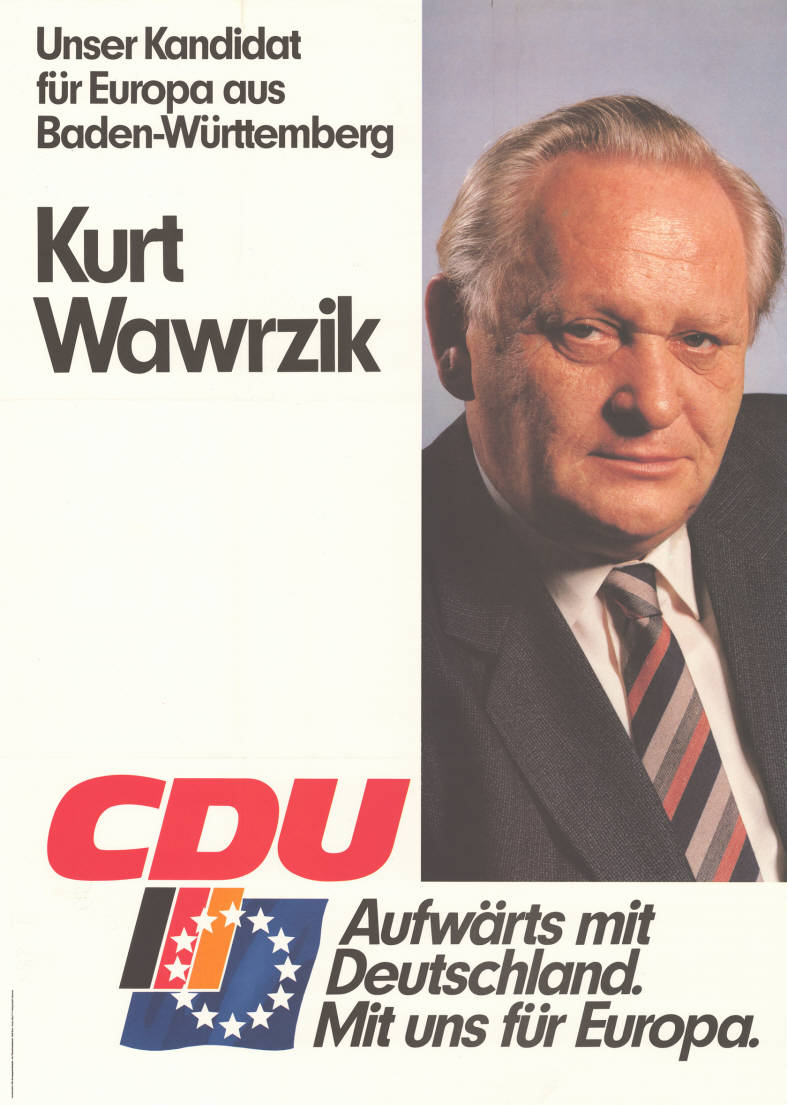
Kandidatenplakat zur Europawahl 1984

Kurt Wawrzik (* 15. Februar 1929 in Meiningen; † 26. Juli 2010) war ein deutscher Gewerkschafter und Politiker (CDU). Er war Abgeordneter im Deutschen Bundestag und im Europäischen Parlament.

## Leben und Beruf
Wawrzik wurde als Sohn eines Braumeisters geboren. Kurz vor dem Ende des Zweiten Weltkrieges wurde er noch zur Wehrmacht eingezogen. Zuletzt geriet er in Gefangenschaft. Nach der Mittleren Reife 1945 absolvierte er eine Formerlehre im Reichsbahn-Ausbesserungswerk Meiningen. 1949 ging er zu den Strebelwerken nach Mannheim und arbeitete ab 1950 bei der Daimler-Benz AG in Mannheim. Er engagierte sich seit 1951 gewerkschaftlich für die IG Metall und war von 1965 bis 1975 freigestellter Betriebsrat des Unternehmens. Neben seiner beruflichen und gewerkschaftlichen Tätigkeit fungierte er als Schatzmeister der Deutschen Welthungerhilfe. Wawrzik war verheiratet und hatte zwei Kinder. Kurt Wawrzik war langjähriges Mitglied der überparteilichen Europa-Union Deutschland.

## Politik
Wawrzik war seit 1951 Mitglied der CDU und war stellvertretender Vorsitzender der Jungen Union Nordbaden. Zeitweise stand er den Mannheimer CDU-Verbänden Neckarstadt und Gartenstadt vor und war von 1973 bis 1979 Vorsitzender des CDU-Kreisverbands Mannheim. Er war Gründungsmitglied der CDA, zehn Jahre lang im CDA-Bundesvorstand sowie von 1979 bis 1989 Vizepräsident der Europäische. CDA.
Wawrzik war von 1965 bis 1969 Gemeinderatsmitglied der Stadt Mannheim. Dem Deutschen Bundestag gehörte er von 1969 bis 1980 an. Er war stets über die Landesliste Baden-Württemberg ins Parlament eingezogen. Außerdem war er von 1977 bis 1989 Mitglied des Europäischen Parlamentes, in dem er ab 1979 Vizepräsident der Europäischen Sozialausschüsse der Europäischen Volkspartei war.